# ورونیکا مرچنت
ورونیکا مرچنت (انگلیسی: Verónica Merchant؛ زادهٔ ۲۸ نوامبر ۱۹۶۷) بازیگر اهل مکزیک است.